# EHF City Cup
La City Cup fue una competición europea de balonmano que se disputó entre las temporadas 1993-1994 y 1999-2000. El equipo más laureado de esta competición ha sido el TuS Nettlstedt alemán.
A partir de la temporada 2000-01 fue substituida por la EHF Challenge Cup, sin la participación de los equipos de las ligas mejor valoradas en el ranking la EHF al estimar que los beneficios económicos obtenidos de este torneo no compensaban los costes de largos desplazamientos.

## Fases Finales Masculinas
| EHF City Cup |                          |                   |             |                          |                        |
| Temp.        | Campeón                  | Subcampeón        | Res.        | Semifinalista 1          | Semifinalista 2        |
| 1999-00      | TV Großwallstadt         | BM Valladolid     | 30:23 27:32 | Pfadi Winterthur         | RK Sintelon            |
| 1998-99      | SG Flensburg-Handewitt   | BM Ciudad Real    | 27:27 26:21 | TuS Nettelstedt-Lübbecke | Drammen HK             |
| 1997-98      | TuS Nettelstedt-Lübbecke | IFK Skövde        | 22:24 23:25 | SG Wallau-Massenheim     | Academia Octavio Vigo  |
| 1996-97      | TuS Nettelstedt-Lübbecke | Kolding IF        | 32:19 27:23 | Sandefjord TIF           | Drammen HK             |
| 1995-96      | Drammen HK               | SG Vfl BHW Hameln | 21:22 21:27 | IFK Skövde               | SC Pick Szeged         |
| 1994-95      | TV Niederwürzbach        | Cadagua Gáldar    | 29:26 26:32 | TUSEM Essen              | ABC Braga              |
| 1993-94      | TUSEM Essen              | HK Drott Halmstad | 17:27 26:31 | BM Granollers            | PSG Asnieres Hand-Ball |

### Palmarés por equipos (masc.)
| Equipo                   | Campeón | Subcampeón | Años Campeón | Años Subcampeón |
| ------------------------ | ------- | ---------- | ------------ | --------------- |
| TuS Nettelstedt-Lübbecke | 2       |            | 1997, 1998   |                 |
| TUSEM Essen              | 1       |            | 1994         |                 |
| TV Niederwürzbach        | 1       |            | 1995         |                 |
| Drammen HK               | 1       |            | 1996         |                 |
| SG Flensburg-Handewitt   | 1       |            | 1999         |                 |
| TV Großwallstadt         | 1       |            | 2000         |                 |

### Palmarés por países (masc.)
| País      | Campeones | Subcampeones | Finalistas |
| --------- | --------- | ------------ | ---------- |
| Alemania  | 6         | 1            | 7          |
| Noruega   | 1         |              | 1          |
| España    |           | 3            | 3          |
| Suecia    |           | 2            | 2          |
| Dinamarca |           | 1            | 1          |

## Fases Finales Femeninas
| EHF City Cup |                              |                              |             |                              |                        |
| Temp.        | Campeón                      | Subcampeón                   | Res.        | Semifinalista 1              | Semifinalista 2        |
| 1999-00      | Rapid Bucarest               | Randers HK                   | 30:25 26:26 | ZRK Osijek                   | Byasen IL              |
| 1998-99      | ZORK Napredak Krusevac       | Van Riet Nieuwegein          | n.d.        | Otelul Galati                | Handball Cercle Nimes  |
| 1997-98      | Ikast-Bording Elite Håndbold | Frankfurter Handball Club    | 22:27 22:29 | AKVA Volgograd               | TUS Walle Bremen       |
| 1996-97      | Frankfurter Handball Club    | Ikast-Bording Elite Håndbold | 25:29 24:26 | IK Junkeren Bodo             | Silcotub Zalau         |
| 1995-96      | Silcotub Zalau               | Gjerpen IF Skien             | 23:15 19:27 | HC Kuban Krasnodar           | ES Besancon            |
| 1994-95      | Dinamo Volgograd             | Vasas Budapest               | 24:19 24:20 | Ikast-Bording Elite Håndbold | Granicar Djurdjevac    |
| 1993-94      | Buxtehuder SV                | Baekkelagets Oslo            | 22:21 23:22 | Szegedi ESK                  | Hidrotehnica Constanta |

### Palmarés por equipos (fem.)
| Equipo                       | Campeón | Subcampeón | Años Campeón | Años Subcampeón |
| ---------------------------- | ------- | ---------- | ------------ | --------------- |
| Frankfurter Handball Club    | 1       | 1          | 1997         | 1998            |
| Ikast-Bording Elite Håndbold | 1       | 1          | 1998         | 1997            |
| Buxtehuder SV                | 1       |            | 1994         |                 |
| Dinamo Volgograd             | 1       |            | 1995         |                 |
| Silcotub Zalau               | 1       |            | 1996         |                 |
| ZORK Napredak Krusevac       | 1       |            | 1999         |                 |
| Rapid Bucarest               | 1       |            | 2000         |                 |

### Palmarés por países (fem.)
| País          | Campeones | Subcampeones | Finalistas |
| ------------- | --------- | ------------ | ---------- |
| Alemania      | 2         | 1            | 3          |
| Rumania       | 2         |              | 2          |
| Dinamarca     | 1         | 2            | 3          |
| Rusia         | 1         |              | 1          |
| RF Yugoslavia | 1         |              | 1          |
| Noruega       |           | 2            | 2          |
| Hungría       |           | 1            | 1          |
| Países Bajos  |           | 1            | 1          |